# Rzekuń (gmina)
Pour les articles homonymes, voir Rzekuń.
Rzekuń est une gmina rurale (gmina wiejska) de la powiat d'Ostrołęka, dans la Voïvodie de Mazovie, dans le centre-est de la Pologne.
Son siège administratif (chef-lieu) est le village de Rzekuń, qui se situe environ 5 kilomètres au sud-est d'Ostrołęka (siège de la powiat) et 102 kilomètres au nord-est de Varsovie (capitale de la Pologne).
La gmina couvre une superficie de 135,5 km2 pour une population de 10 520 habitants en 2016.

## Histoire
De 1975 à 1998, la gmina est attachée administrativement à la voïvodie d'Ostrołęka.

Depuis 1999, elle fait partie de la voïvodie de Mazovie.

## Géographie
La gmina de Rzekuń les villages et localités de :

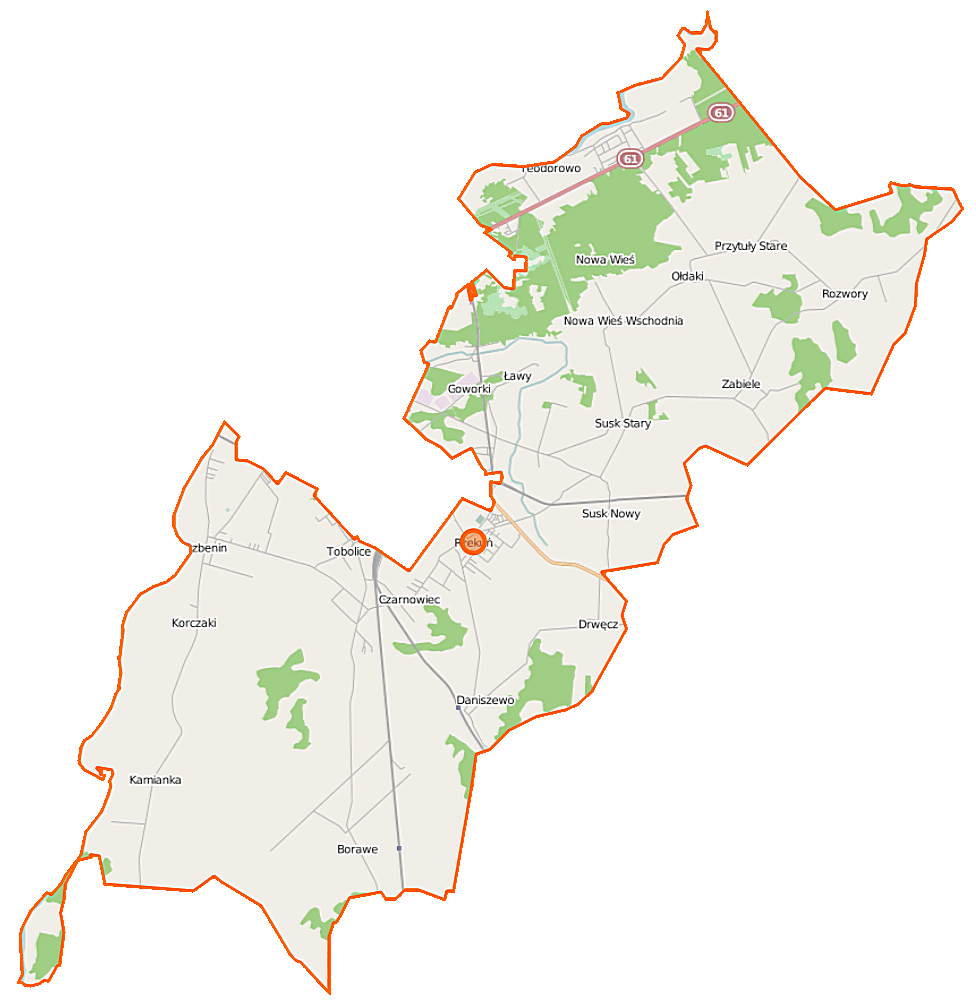
Plan de la gmina

- Borawe
- Czarnowiec
- Daniszewo
- Drwęcz
- Dzbenin
- Goworki
- Kamianka
- Korczaki
- Laskowiec
- Ławy
- Nowa Wieś Wschodnia
- Nowe Przytuły
- Nowy Susk
- Ołdaki
- Przytuły Stare
- Rozwory
- Rzekuń
- Stary Susk
- Teodorowo
- Tobolice
- Zabiele

### Gminy voisines
La gmina de Rzekuń voisine de :
- la ville de :
  - Ostrołęka
- et des gminy suivantes :
  - Czerwin
  - Goworowo
  - Lelis
  - Miastkowo
  - Młynarze
  - Olszewo-Borki
  - Troszyn

## Structure du terrain
D'après les données de 2002, la superficie de la commune de Rzekuń est de 135,5 km2, répartis comme tel :
- terres agricoles : 65 %
- forêts : 28 %

La commune représente 6,45 % de la superficie du powiat.

## Démographie
Données du 30 juin 2004 :
| Description        | Total  | Total | Femmes | Femmes | Hommes | Hommes |
| ------------------ | ------ | ----- | ------ | ------ | ------ | ------ |
| Unité              | Nombre | %     | Nombre | %      | Nombre | %      |
| Population         | 8 902  | 100   | 4 425  | 49,7   | 4 477  | 50,3   |
| Densité (hab./km²) | 65,7   | 65,7  | 32,7   | 32,7   | 33     | 33     |